# Йожеф Банаш
Йожеф Банаш (угор. Bánás József; 5 лютого 1894, Цифер, Австор-Угорщина — 3 березня 1973, Арона, Італія) або Йожеф Банас — угорський футболіст і тренер. Грав на позиції півзахисника. Банаш — перший іноземний футболіст «Мілана», запрошений до клубу після закінчення Першої світової війни.

## Спортивна кар'єра
Народився у місті Цифер. У віці 4-х років його сім'я переїхала до Будапешту, де він розпочав свої виступи у місцевому клубі «Ференцварош». З 1913 року Йожеф грав за команду «Вашаш». У 1919 році Банаш повернувся до Чехословаччини, де провів 6 років у клубі «Теліцер».
У 1924 році президент італійського «Мілана» П'єро Піреллі здійснив кілька поїздок за кордон, у пошуках гравців, здатних зміцнити склад команди. Так Піреллі знайшов Банаша та запросив його до складу міланського клубу. 5 жовтня 1924 року Банаш дебютував у за команду в матчі з «Андреа Доріа», у якому «Мілан» здобув перемогу 2:0. Банаш провів майже повний сезон у складі «росонері», за винятком кількох ігор навесні, коли угорський футболіст був змушений 15 днів майже нічого не їсти, щоб видалити токсини, накопичені футболістом за зиму. У наступному сезоні Банаш серйозно травмував коліно у матчі з «Алессандрією». Після цього він провів ще кілька матчів, проте не зміг продовжувати виступ і повернувся на батьківщину. Останній матч за «Мілан» Банаш провів 18 липня 1926 року з «Падовою», де Мілан зазнав поразки з рахунком 2:4.

## Тренерська діяльність
У 1930 році Банаш повернувся до Італії, ставши тренером «Кремонезе». Після цього він працював з низкою італійських команд, включаючи «Мілан», «Венецію», «Падову», «Брешію» я «Палермо». Робота Банаша характеризувалася залученням до команди молодих гравців. При ньому в професійному футболі дебютував Еціо Лоїк. Учнями Банаша вважаються Нерео Рокко та Луїджі Бонаццоні. Також з 1959 по 1961 рік Банаш працював у «Мілані» як тренер-консультант.

## Титули та досягнення
Гравець
- Чемпіонат Угорщини (1):

Ференцварош: 1912–1913
- Кубок Угорщини (1):

Ференцварош: 1912–1913
Тренер
Італія
- Серія C (1):

Катанія: 1948—1949
- Чемпіонат серед аматорів (1):

Ачіреале: 1957—1958